# 검미목
검미목(Xiphosura)은 투구게 등을 포함하고 있는 협각아문에 속하는 절지동물의 분류이다. 현존하는 1개 과(투구게과)에 3개 속을 포함하고 있다.

## 하위 분류
- 투구게과 (Limulidae)
  - 맹그로브투구게속 (Carcinoscorpius)
  - 대서양투구게속 (Limulus) - 대서양투구게 포함.
  - 투구게속 (Tachypleus) - 투구게 포함.